# Expansion of the Universe

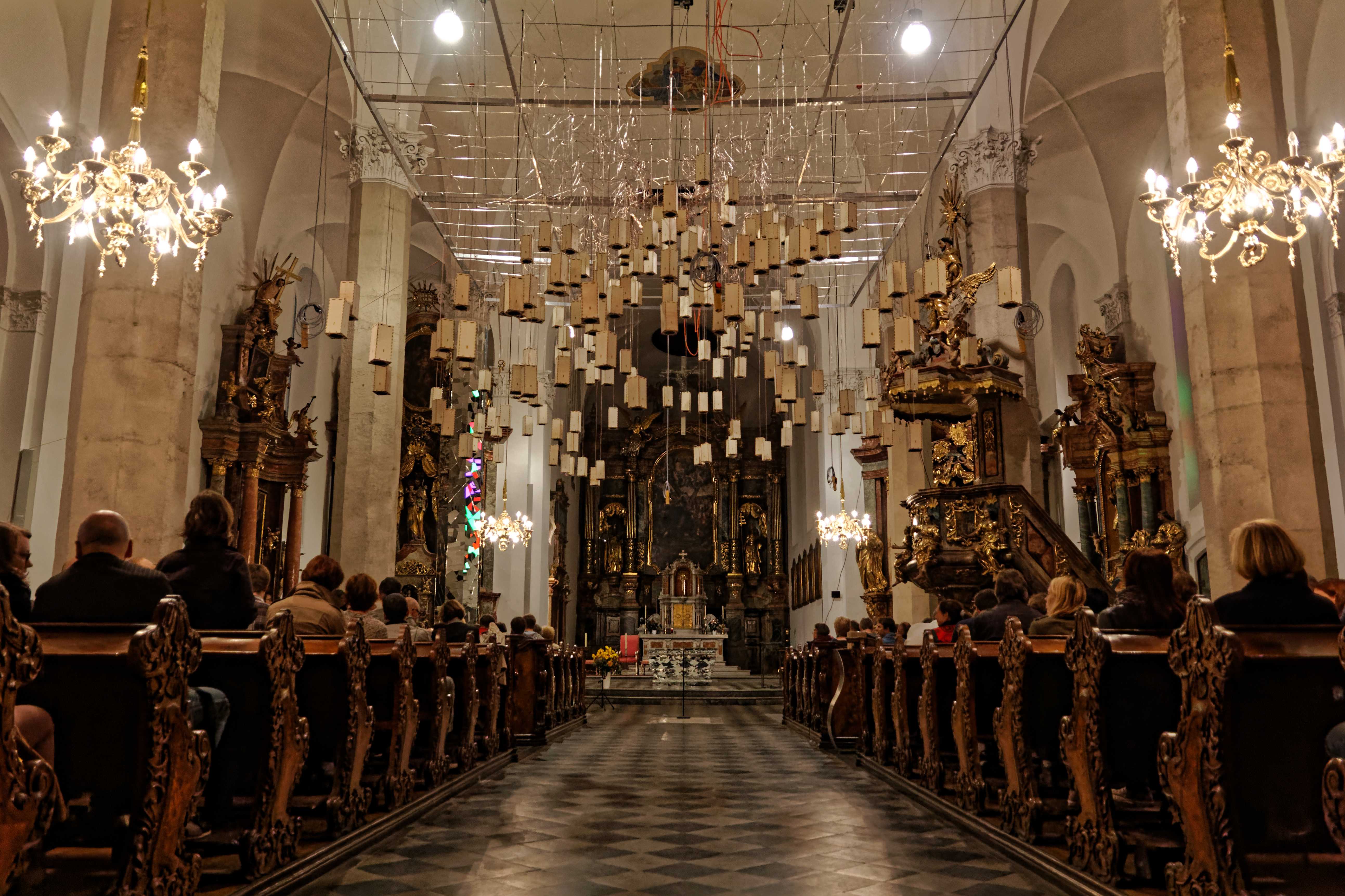
Uraufführung von Expansion of the Universe in der Kirche St. Andrä in Graz (2014)

Expansion of the Universe ist eine Klanginstallation des österreichischen Komponisten Rudolf Wakolbinger. Das Werk ist ein Versuch, die Evolution des Universums akustisch abzubilden.
Als Vorlage dienten unter anderem sogenannte Mikrowellen-Aufnahmen des Universums, die von der US-Raumfahrtbehörde NASA erstellt wurden. Die darin enthaltenen Informationen, wie die Entstehungsprozesse von Galaxien oder die Verteilung der Materie im Universum, wurden zeitgetreu dem Verlauf der Expansionsgeschwindigkeit angeglichen und in drei Jahre dauernder Arbeit in eine eigene musikalische Sprache übertragen. Das Stück dauert 13,8 Minuten entsprechend den 13,8 Milliarden Jahren vom Urknall bis in die Gegenwart. Die Partitur zu dem Werk umfasst 1036 Stimmen und 1,5 Millionen Notenzeichen. In voller Größe hätte eine Notenschrift des Werks eine Fläche von 200 Quadratmeter. Das Musikstück wird durch eine Klanginstallation aus 216 Lautsprechern aufgeführt.  Das Projekt wird von Liquidcenter – Verein zur Förderung Neuer Musik und Zeitgenössischer Kunst umgesetzt. Das Werk erlangte großes mediales Echo und wurde von Bischof Hermann Glettler und dem österreichischen Physiker und Science Buster Heinz Oberhummer maßgeblich unterstützt.

## Ausstellungen
Nach der Uraufführung in der Kirche St. Andrä in Graz (2014), wurde die Installation international ausgestellt. 
- 2015:  Campus Festival – 650 Jahre Universität Wien, Wien – Österreich[8]
- 2016: Ars Electronica Festival, Linz – Österreich[9]
- 2016: MediaLab Prado, Madrid – Spanien[10]
- 2017: Le Murate PAC, Florenz – Italien
- 2017: Cantieri Culturali della Zisa, Palermo – Italien[11]
- 2017: Naturhistorisches Museum Wien, Wien – Österreich[12]
- 2019: Europäische Kulturhauptstadt, Matera  – Italien[13]